# Pokrycie wierzchołkowe
Pokrycie wierzchołkowe grafu G – taki podzbiór jego wierzchołków, że każda krawędź G jest incydentna do jakiegoś wierzchołka z tego podzbioru.
Problem znajdowania najmniejszego pokrycia wierzchołkowego jest problemem NP-zupełnym.

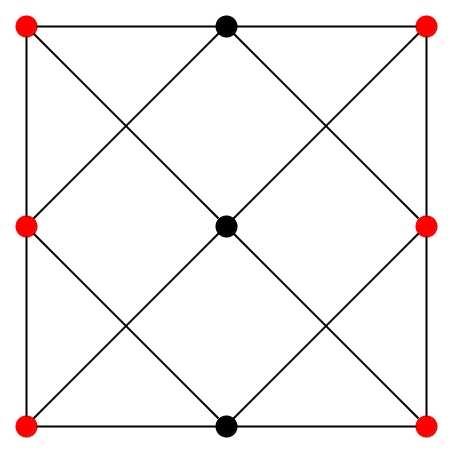
Przykładowe pokrycie wierzchołkowe w grafie
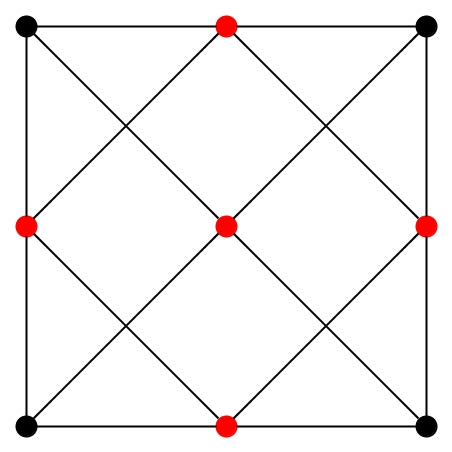
Najmniejsze pokrycie wierzchołkowe w grafie

## Definicja formalna
Pokryciem wierzchołkowym grafu {\displaystyle G=(V,E)} nazywamy taki zbiór {\displaystyle V',} że:
{\displaystyle V'\subseteq V\land (\forall e\in E,\exists v\in V':v\in e)}